# Cumbres Borrascosas (película de 1992)
Cumbres borrascosas (título original: Emily Brontë's Wuthering Heights) es una adaptación cinematográfica de 1992 de la novela Cumbres borrascosas de Emily Brontë de 1847 dirigida por Peter Kosminsky. La película marcó el debut cinematográfico del actor Ralph Fiennes.
Esta película en particular se destaca por incluir la historia de la segunda generación de los hijos de Cathy, Hindley y Heathcliff, a menudo omitida. 

## Trama
La historia es la del amor feroz y apasionado entre la chica salvaje y amante de los páramos, Catherine Earnshaw, y el pobre espíritu igualmente salvaje que su padre acoge para criarlo como su hermano, Heathcliff. Cuando su padre muere, el hermano biológico de Catherine, celoso de que Heathcliff fuera el favorito de su padre, lo trata como a un sirviente y lo golpea. La historia sigue la historia del feroz amor de Heathcliff y Catherine y la rabia, el dolor, los celos y la venganza de Heathcliff que ejecuta sin piedad contra el hombre que se interpone en su camino para casarse con ella, Edgar Linton. El amor de Heathcliff y Catherine está pintado en intensos tonos románticos en contraste con el artificio superficial y el sentimiento superficial de la alta sociedad representada por los Linton. Al final, Catherine muere y Heathcliff, devastado, le ruega que lo persiga como un fantasma. Luego, la historia sigue cómo su hija de Linton y su hijo de la hermana de Linton, a quien Heathcliff engaña para que se case con él y luego lo trata con gran crueldad, se enamoran. El suyo es el final romántico feliz que a Heathcliff y Catherine se les niega, excepto después de muertos, caminando juntos como fantasmas por los páramos.

## Elenco
- Ralph Fiennes es Heathcliff
- Juliette Binoche es Catherine Earnshaw and Catherine Linton
- Jeremy Northam es Hindley Earnshaw
- Simon Shepherd es Edgar Linton
- Sophie Ward es Isabella Linton
- Janet McTeer es Nelly Dean
- Jason Riddington es Hareton Earnshaw
- Simon Ward es Mr. Linton
- Jennifer Daniel es Mrs. Linton
- Paul Geoffrey es Mr. Lockwood
- John Woodvine es Thomas Earnshaw
- Jonathan Firth es Linton Heathcliff
- Sinéad O'Connor es Emily Brontë

## Producción
Paramount Pictures se vio obligada a utilizar el nombre del autor en el título de la película, ya que Samuel Goldwyn Studio (posteriormente vendido a Metro-Goldwyn-Mayer ) poseía los derechos del título simple Cumbres borrascosas debido a los derechos de autor de su versión cinematográfica de la novela de 1939.
La película está protagonizada por Ralph Fiennes como el torturado Heathcliff y Juliette Binoche como la libre Catherine Earnshaw, en un precursor de su posterior y exitosa colaboración en El paciente inglés .
El papel de Heathcliff le abrió las puertas a Ralph Fiennes para interpretar a Amon Goeth en La lista de Schindler. El director estadounidense Steven Spielberg afirmó que le gustaba Fiennes para Goeth debido a su "oscura sexualidad".

## Respuesta crítica
La película recibió críticas en su mayoría negativas por parte de los críticos de cine. Rotten Tomatoes le da a la película una puntuación del 25% según 12 reseñas, con una puntuación media de 4,20 sobre 10. 
The Independent escribió favorablemente sobre la película y destaca la fidelidad de la película a la sensualidad oscura y el lado cruel del personaje de Emily Brontë, Heathcliff: "Ralph Fiennes hace un Heathcliff demoníaco, sus ojos sorprendentemente azules [sic] son la única concesión a una audiencia matinal. . Esta actuación nos recuerda que los primeros críticos del libro no se equivocaron cuando se preguntaron por el morbo de su romanticismo." 